# Carex cephalophora
Carex cephalophora är en halvgräsart som beskrevs av Henry Ernest Muhlenberg och Carl Ludwig von Willdenow. Carex cephalophora ingår i släktet starrar, och familjen halvgräs. Inga underarter finns listade i Catalogue of Life.

## Bildgalleri

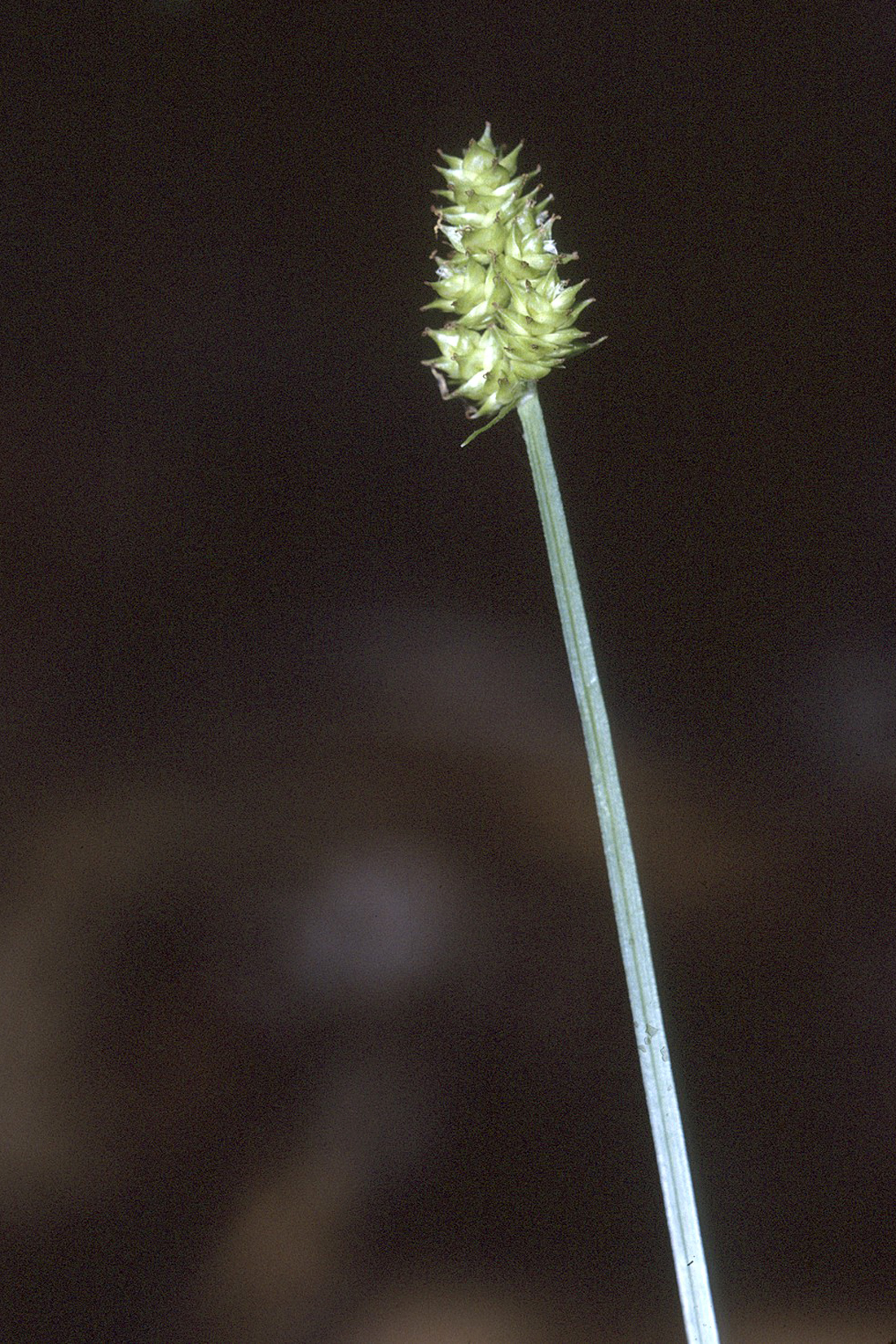